# Tissint
Tissint (arabisch تيسينت, Taschelhit ⵜⵉⵙⵉⵏⵜ) ist eine Oasenstadt mit knapp 9000 Einwohnern in der Provinz Tata in der Region Souss-Massa im Süden Marokkos.

## Lage und Klima
Die etwa 580 m hoch gelegene Kleinstadt Tissint liegt im Tal des im Süden Marokkos meist ausgetrockneten Oued Drâa am Rand der maximal etwa 1500 m hohen Berggipfel des Jbel Bani, dem südlichsten Ausläufer des Anti-Atlas-Gebirges, etwa 350 km (Fahrtstrecke) südöstlich von Agadir an der N12. Bis nach Marrakesch sind es knapp 380 km in nördlicher Richtung; die Kleinstädte Tata und Akka befinden sich etwa 70 bzw. 135 km südwestlich. Das Klima ist wüstenartig; Regen (ca. 105 mm/Jahr) fällt – wenn überhaupt – nur in den Wintermonaten.

## Bevölkerung
| Jahr      | 1994   | 2004  | 2014  | 2024  |
| Einwohner | 10.182 | 9.927 | 9.434 | 8.797 |

Die Bevölkerung der Kleinstadt besteht nahezu ausschließlich aus Angehörigen verschiedener Berberstämme der Umgebung. Die meisten sind – wegen ausbleibender Regenfälle in ihren Heimatdörfern, aber auch aus soziokulturellen Gründen (Hoffnung auf Arbeit, Verbesserung der materiellen Lebensbedingungen und der Gesundheitsvorsorge, bessere Möglichkeiten zur schulischen Ausbildung der Kinder etc.) – seit den 1970er Jahren in die Städte abgewandert.

## Wirtschaft
In früheren Jahrhunderten stand die Selbstversorgung im Zentrum des Wirtschaftens. Erst nach Fertigstellung einer Piste von Guelmim über Akka nach Tata und weiter nach Ouarzazate während der französischen Kolonialzeit konnten die in der Dattelpalmenoase erzeugten Lebensmittel auch auf regionalen oder überregionalen Märkten abgesetzt werden. Gleichzeitig kamen neue Gemüsepflanzen (Kartoffeln, Tomaten etc.) in die Gegend und bereicherten den Speiseplan. Auch heute noch beherrscht die Oasenwirtschaft das Leben der meisten Bewohner; produziert werden in erster Linie Datteln, Oliven, Granatäpfel und Feigen, aber auch Getreide- (Gerste, Weizen, Mais) und Gemüseanbau (Ackerbohnen, Möhren, Tomaten etc.) ist möglich. Über den Bereich der Landwirtschaft hinaus haben sich etliche Kleinunternehmen im Handwerks-, Geschäfts- und Dienstleistungssektor entwickelt.

## Geschichte
Wie bei allen Berberdörfern fehlt zur Geschichte von Tissint jedwede schriftliche Überlieferung. Man kann jedoch davon ausgehen, dass die Palmenoase bereits von frühen Jägern und Sammlern entdeckt und einige Jahrhunderte später von Nomaden dauerhaft besiedelt wurde. Das Vieh (Schafe, Ziegen, Hühner) konnte jedoch nicht mehr frei herumlaufen, sondern musste in Pferchen oder Ställen gehalten werden, wodurch sich der Bestand erheblich verkleinerte. In der jahrhundertelang dauernden Phase der Sesshaftwerdung waren wiederkehrende und oft genug tödlich endende Konflikte zwischen den Oasenbewohnern und umherziehenden Viehnomaden nicht selten.

## Sehenswürdigkeiten
In Tissint gibt es keinerlei Sehenswürdigkeiten von historischer oder kultureller Bedeutung. Einige der neuen, in ockerfarbenen Tönen gestrichenen Häuser im Ortszentrum haben vor der Sonne schützende Arkadenvorbauten im Erdgeschoss. Der alte Ksar, der eng verbaute Altstadtbereich, verfällt zusehends und wird nur noch von wenigen Menschen bewohnt. Am östlichen Ortsrand befinden sich die Cascades Attiq, die von Salzwasserquellen gespeist werden. 

## Sonstiges
Im Frühjahr 1884 lebte der französische Forscher und spätere Priester und Einsiedler Charles de Foucauld einige Monate unter falschem Namen bei einer jüdischen Familie in Tissint.